# Helene Christaller
Helene Christaller, née Heyer (31 janvier 1872, Darmstadt -  24 mai 1953, Jugenheim) est une femme de lettres allemande.
Elle a épousé en 1890 le pasteur Erdmann Gottreich Christaller. Elle a vécu avec lui plusieurs années à Calw en Forêt-Noire puis à Jugenheim. Son roman Gottfried Erdmann und seine Frau a eu plus de 28 éditions. En 1916 elle s'est séparée de son époux et elle est allée vivre à Darmstadt.
Helene Christaller est la mère du géographe Walter Christaller.

## Œuvres
- Gottfried Erdmann und seine Frau, 1908
- Heilige Liebe, 1911
- Verborgenheit, 1920
- Das Tagebuch der Annette, 1926
- Meine Mutter. Ein erfülltes Leben, 1939
- Eine Lebensgeschichte, 1942